# Tennessee (rzeka)
Tennessee (ang. Tennessee River) – rzeka w Stanach Zjednoczonych, główny dopływ rzeki Ohio. Przepływa przez stany Tennessee, Alabama, Kentucky i Missisipi. Część Tennessee znajduje się w Równinach Centralnych, druga część w Appalachach.
Rzekę przegradzają liczne zapory wodne, większość zbudowana w latach 30. i 40. XX wieku przez agencję federalną Tennessee Valley Authority, tworzących ciąg rozległych zbiorników retencyjnych, m.in. Guntersville i Wheeler.
Główne miasta nad rzeką to Chattanooga, Knoxville oraz Florence.